# Калера (Оклахома)
Калера (енгл. Calera) град је у америчкој савезној држави Оклахома.

## Демографија
По попису из 2010. године број становника је 2.164, што је 425 (24,4%) становника више него 2000. године.
| Група             | 2000.         | 2010.         |
| Белци             | 1.406 (80,9%) | 1.506 (69,6%) |
| Афроамериканци    | 2 (0,1%)      | 8 (0,4%)      |
| Азијати           | 2 (0,1%)      | 16 (0,7%)     |
| Хиспаноамериканци | 52 (3,0%)     | 94 (4,3%)     |
| Укупно            | 1.739         | 2.164         |